# Godske Lindenov
Godske Christoffersen Lindenov (n. ? - mort el 1612 a Copenhaguen) fou un oficial naval i explorador de l'Àrtida danès. Destaca el seu paper en les expedicions a Groenlàndia de Cristià IV.
Procedent d'una família noble, els Lindenov o Lindersvold, era fill de Christoffer Clausen Lindenov i Sophie Hartvigsdatter Plessen. Godske Lindenov formà part de l'escorta del príncep Hans, germà de Frederic II de Dinamarca, en el seu dissortat viatge a Moscou el 1602 pel casament amb Xènia, filla del tsar Borís Godunov.
El 1605 es va unir a la Marina Reial Danesa i aquell mateix any va ser enviat, en l'expedició de John Cunningham, al sud de Groenlàndia per tal de fer valer la sobirania danesa. Aquesta expedició estava composta per tres vaixells: el Trost (comandat per Cunningham), el Katten (comandat per John Knight) i el Den Rode Love (comandat per Lindenov). James Hall era el pilot de l'expedició. L'expedició va arribar a la costa oest de Groenlàndia, al fiord del Rei Cristià, i va realitzar una campanya de reconeixement en direcció nord, on va cartografiar la costa fins als 68° 35′ N. No van aconseguir trobar restes dels antics colons, però si van veure i van capturar a alguns inuits i van recollir mostres d'un mineral que creien contenia plata. L'informe al rei anava acompanyat de 4 mapes, els primers de la costa oest de Groenlàndia. Aquest informe i altres publicats per Samuel Purchas van ser una valuosa font de coneixements sobre Groenlàndia que Anglaterra va utilitzar amb més avantatge que la mateixa Dinamarca.
L'any següent, el rei Cristià IV de Dinamarca va enviar una nova expedició a Groenlàndia, aquesta vegada al comandament directe de Lindenov, de nou amb Hall com a pilot. Cinc vaixells van ser enviats: el Trost (comandat per Lindenov), el Den Rode Love (al comandament de Cunningham), el Katten (comandat per Anders Nolk), l'Ørnen (comandat per Hans Bruun) i el Gillibrand (comandat per Carsten Richardson). L'expedició va desembarcar al sud-oest de Groenlàndia i va continuar l'exploració mineralògica a la mateixa zona. Les males condicions, el gel i els corrents a l'estret de Davis, van empènyer els vaixells a l'oest, fins que van arribar a prop dels 66° N, quan van poder posar rumb est i arribar a la costa occidental de Groenlàndia. Tot i que van albirar l'illa de Baffin, no van aconseguir posar peu en ella. Van tornar a recollir mostres de mineral i capturar diversos inuits.
En anys posteriors va prendre part en diferents operacions navals, com ara al Bàltic durant la Guerra de Kalmar (1611-1613), en què va caure malalt i va morir a Copenhaguen el 1612.
El fiord Lindenov, a l'est de Groenlàndia, duu aquest nom en record seu.